# Danubi-Kris-Mureș-Tisza

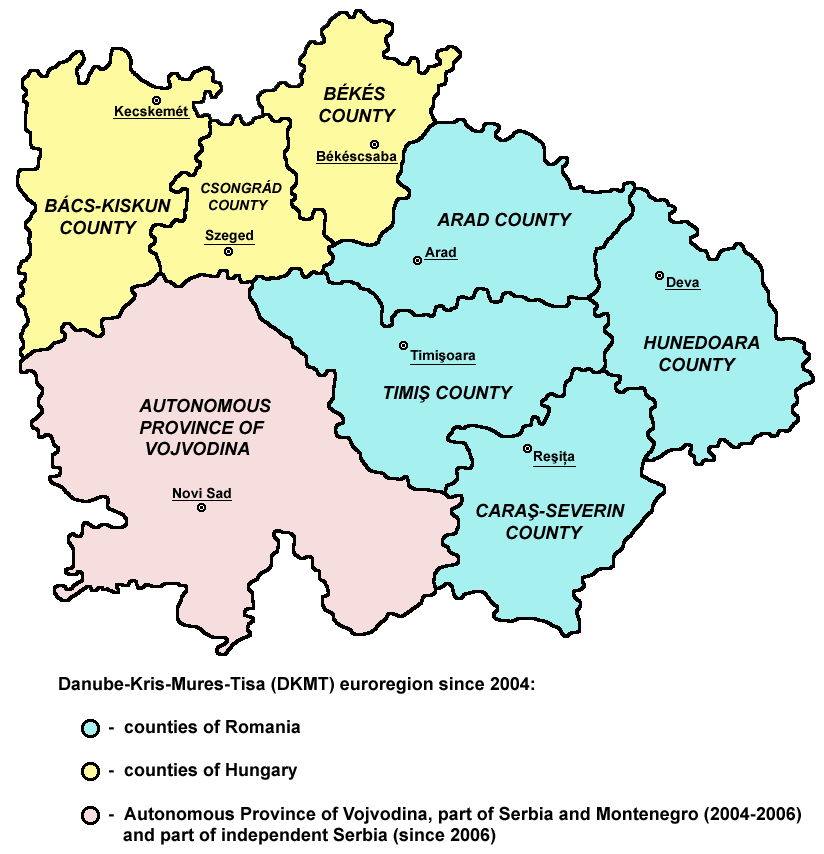
Mapa de DKMT (des de 2004)

Danubi-Kris-Mureș-Tisza (romanès Dunăre-Criș-Mureș-Tisa, hongarès Duna-Körös-Maros-Tisza, serbi Dunav-Karaš-Moriš-Tisa o Дунав-Караш-Мориш-Тиса) és una euroregió situada entre Hongria, Romania i Sèrbia. rep el seu nom dels quatre rius: Danubi, Körös, Mureș i Tisza.

## Components

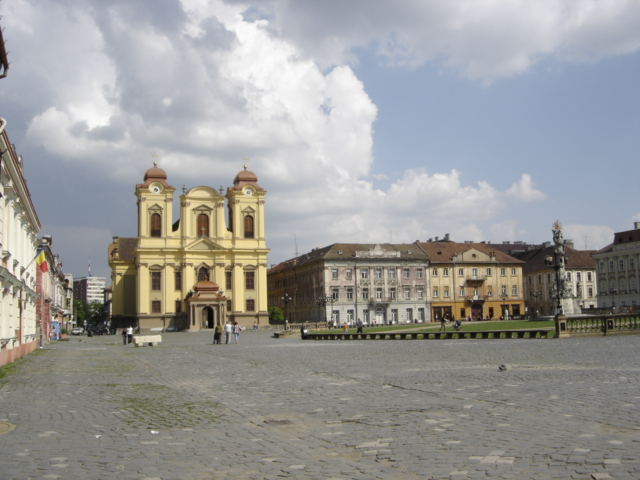
Timişoara

Quan fou constituïda el 1997 era formada per 9 regions:
- Arad, a Romania,
- Bács-Kiskun, a Hongria
- Békés, a Hongria
- Caraș-Severin, a Romania,
- Csongrád, a Hongria
- Hunedoara, a Romania,
- Jász-Nagykun-Szolnok, a Hongria
- Timiș, a Romania,
- Vojvodina, regió autònoma de Sèrbia.

El 2004, el comtat hongarès de Jász-Nagykun-Szolnok abandonà el seu estatut de membre de l'euroregió, i des d'aleshores només té 8 membres.

## Principals ciutats a la DKMT

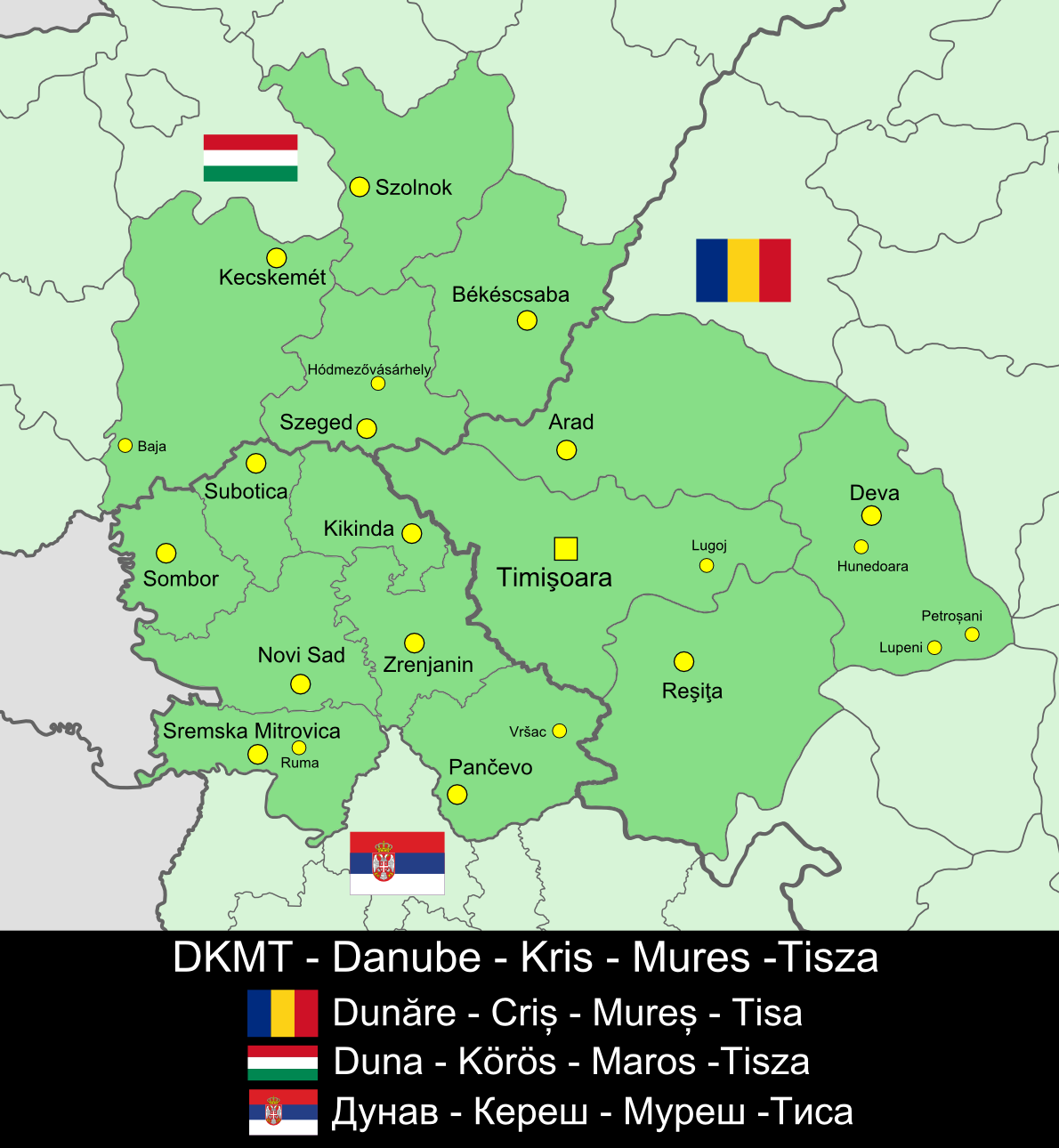
Mapa de les principals ciutats a l'Euroregió DKMT Euroregion (fronteres de 2004)

Les principals ciutats de la DKMT són:
| Ciutat            | Població | Àrea    | Estat   |
| ----------------- | -------- | ------- | ------- |
| Timișoara         | 316.100  | 367.347 | Romania |
| Novi Sad          | 215.659  | 281.694 | Sèrbia  |
| Arad              | 183.939  |         | Romania |
| Szeged            | 173.200  |         | Hongria |
| Kecskemét         | 109.300  |         | Hongria |
| Subotica          | 99.471   |         | Sèrbia  |
| Reșița            | 84.000   |         | Romania |
| Szolnok           | 81.500   |         | Hongria |
| Zrenjanin         | 79.545   |         | Sèrbia  |
| Hunedoara         | 78.000   |         | Romania |
| Deva              | 77.000   |         | Romania |
| Pančevo           | 76.110   |         | Sèrbia  |
| Békéscsaba        | 67.400   |         | Hongria |
| Sombor            | 50.950   |         | Sèrbia  |
| Hódmezővásárhely  | 49.200   |         | Hongria |
| Lugoj             | 46.100   |         | Romania |
| Petroşani         | 45.000   |         | Romania |
| Kikinda           | 41.825   |         | Sèrbia  |
| Sremska Mitrovica | 39.041   |         | Sèrbia  |
| Baja              | 38.200   |         | Hongria |
| Vršac             | 36.001   |         | Sèrbia  |
| Ruma              | 32.125   |         | Sèrbia  |
| Lupeni            | 31.400   |         | Romania |

## Galeria d'imatges

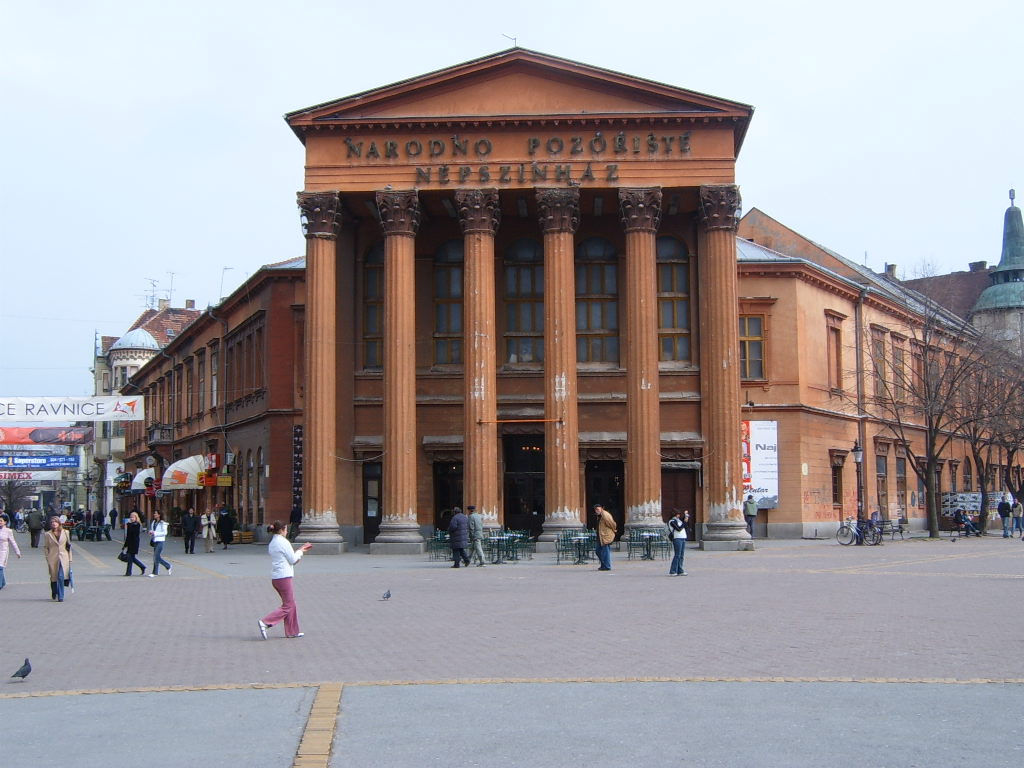
Subotica
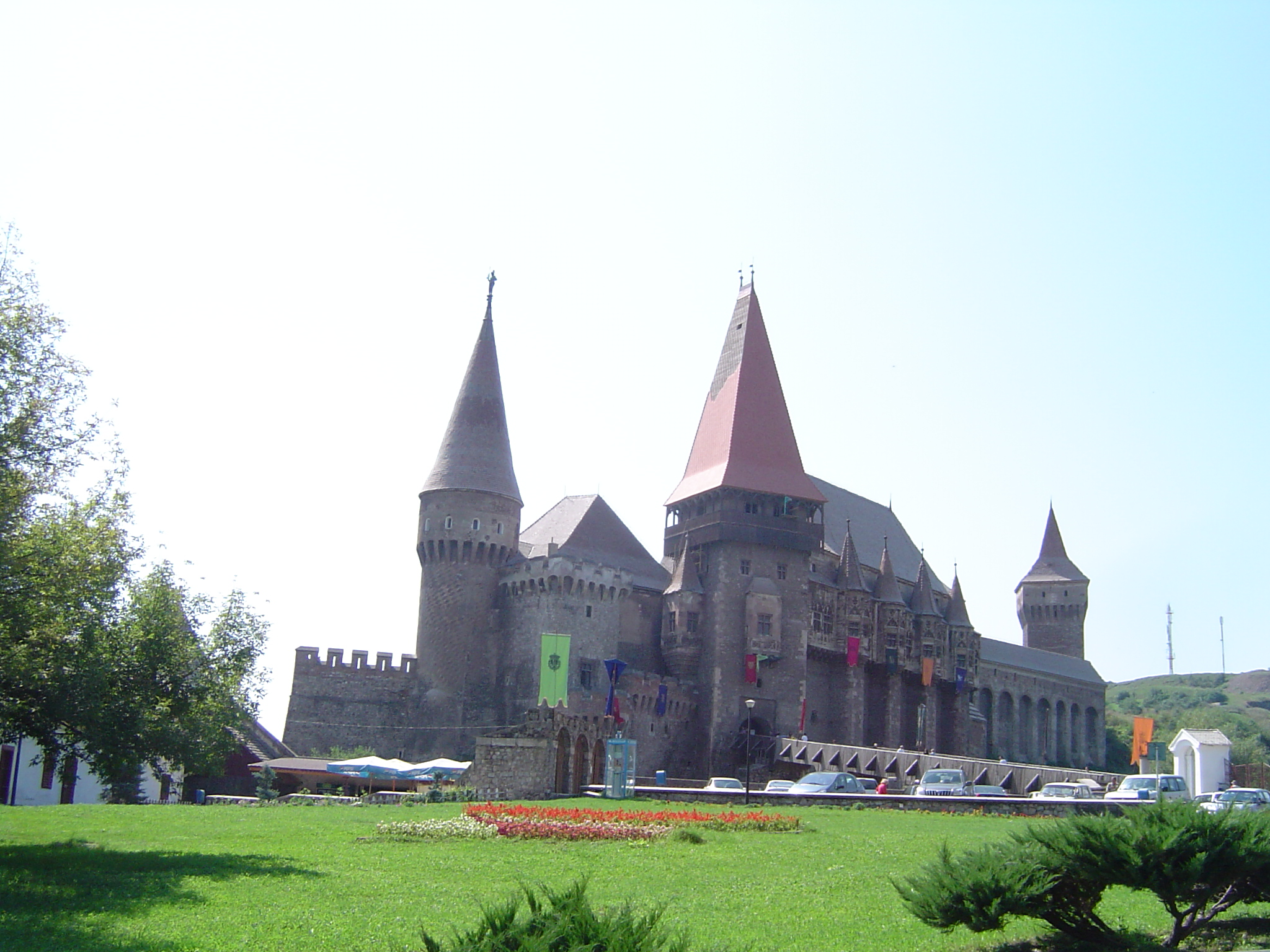
Hunedoara
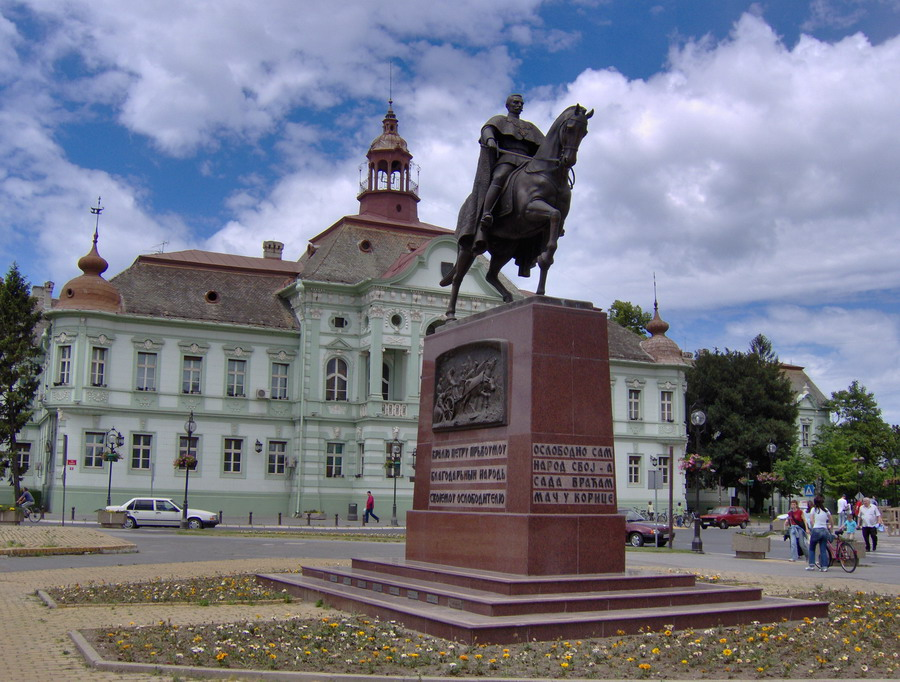
Zrenjanin
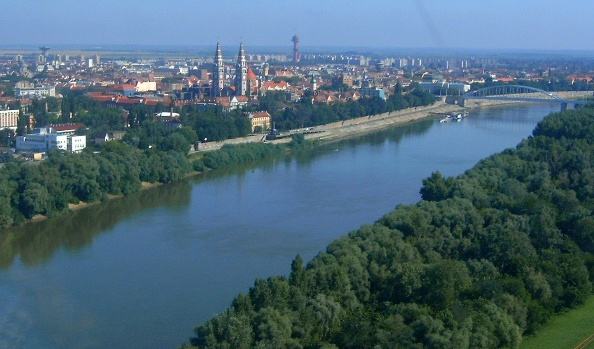
Szeged
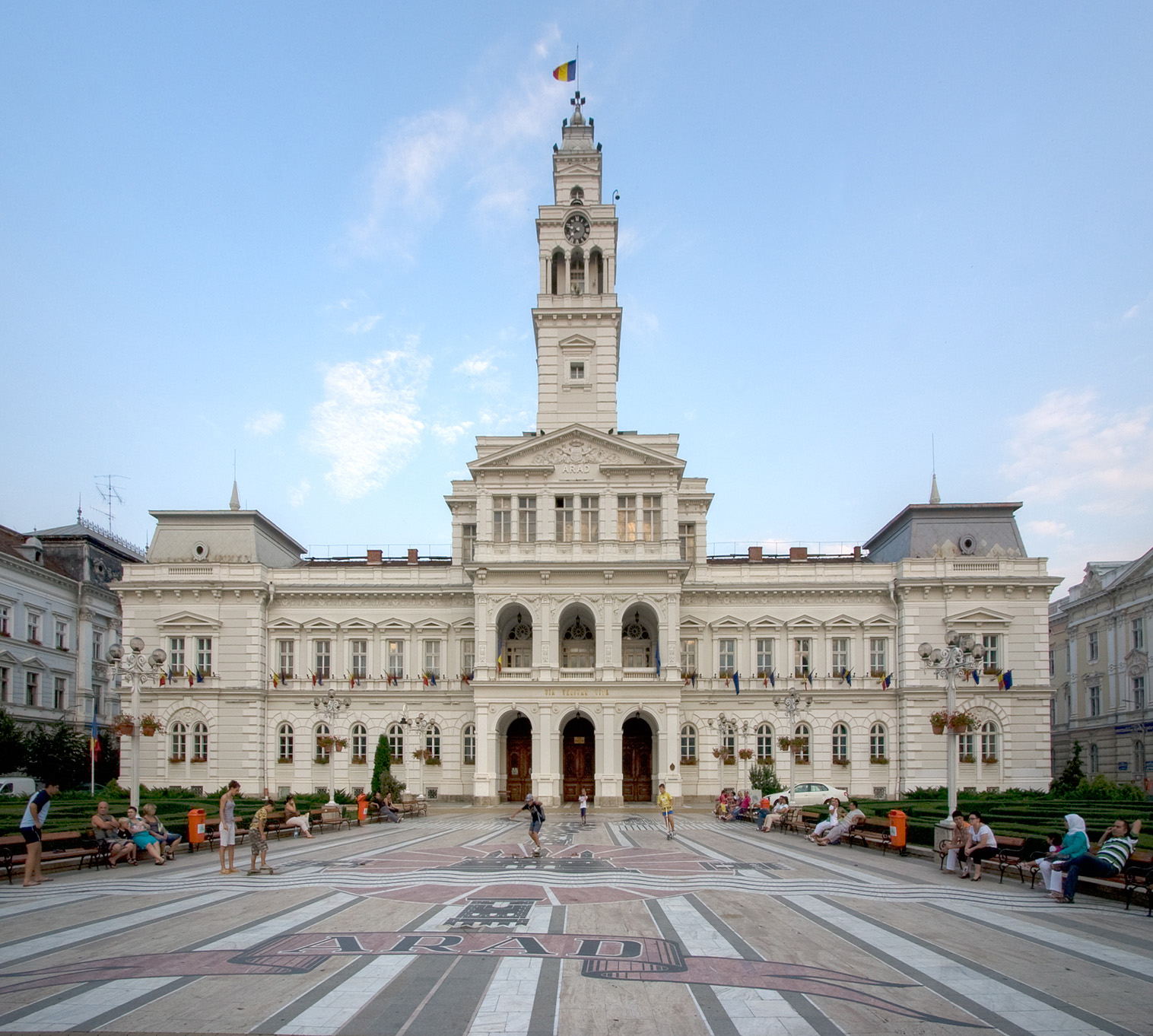
Arad (Romania)
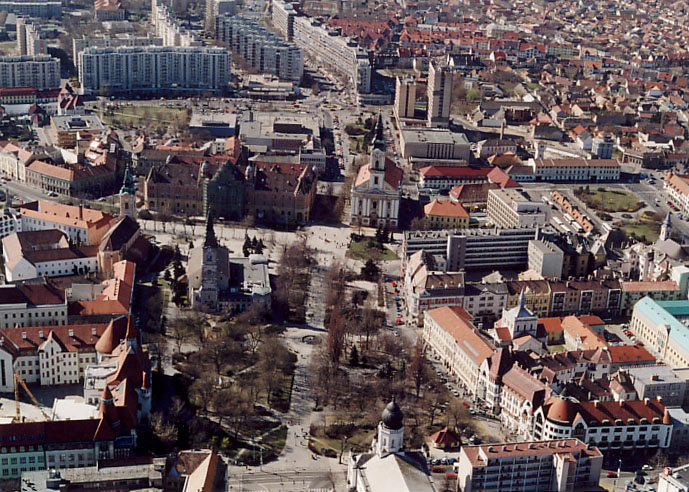
Kecskemét
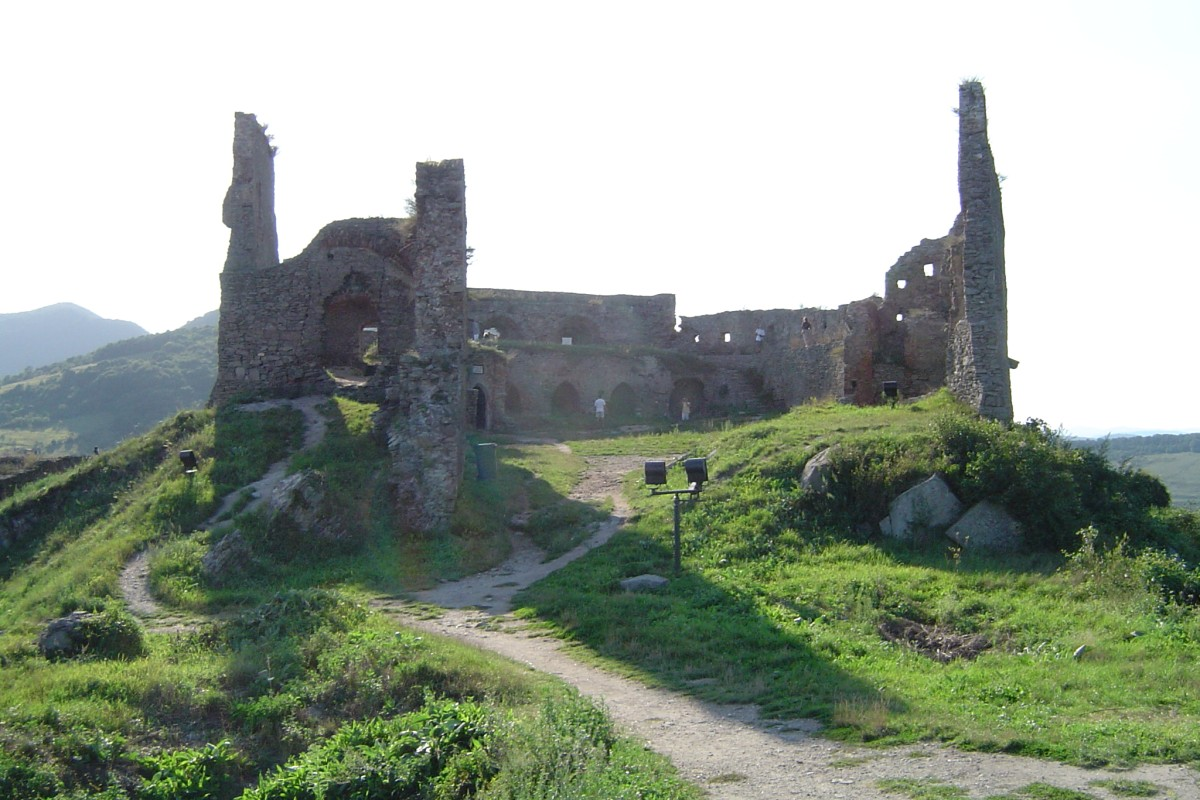
Deva